# Luciano Tantos
Luciano Tantos (Quilmes, Buenos Aires Argentina, 16 de marzo de 1988) es un baloncestista argentino que se desempeña como base.

## Trayectoria deportiva

### Juvenil
Formado en la cantera del club Moreno de Quilmes junto a su hermano el también baloncestista Sebastián Tantos, pasó luego por las inferiores de Boca antes de ser reclutado por Alma Juniors. Se incorporó a la plantilla superior del equipo en 2006 para disputar su primera temporada en el TNA, en la que participó de 15 partidos, marcando 2.2 puntos y 0.8 asistencias de promedio en 8.5 minutos de juego por encuentro.
Posteriormente permanecería en la categoría actuando en Asociación Italiana de Charata y Argentino de Junín, club este último con el que lograría dos ascensos a la Liga Nacional de Básquet. 

### Carrera local
Ya como ficha mayor, firma con Oberá Tenis Club para disputar la temporada 2011-12 del Torneo Nacional de Ascenso, en la que los misioneros terminaron como el segundo equipo en la clasificación de la Zona Norte, llegando a la semifinal de los playoffs donde fueron eliminados por Argentino de Junín -antiguo club de Tantos.
La comisión directiva de Estudiantes de Olavarría confirmó la contratación del base para integrar el plantel profesional que afrontó el Torneo Federal de Básquetbol en su temporada 2013-14. El técnico José Luís Pisani se mostró ilusionado con respecto al nuevo fichaje, y afirmó estarː

“muy contento. Luciano es un jugador joven pero con mucha experiencia en la Liga y con logros importantes. Nos va a dar intensidad en defensa y mucho orden en ataque a partir de su talento.”

Además, manifestó queː

“viene con las mejores referencias humanas. Espero que sea líder dentro de la cancha como su puesto de base lo requiere.”

Tras una buena temporada en lo personal para Tantos, su equipo se consagró campeón del TFB, consiguiendo así el ascenso al Torneo Nacional de Ascenso. 
En el año 2014 firma con Ferro para reemplazar a Martín Müller, quien había sufrido una lesión. En la temporada siguiente su club adquirió la plaza que Ciclista Juninense poseía en la Liga Nacional de Básquet, por lo que Tantos pudo hacer oficialmente su debut en la máxima categoría del baloncesto profesional argentino. 
Tras dos temporadas en la LNB, Tantos retornó al certamen de segunda categoría -ahora rebautizado como La Liga Argentina-, siendo fichado por Estudiantes de Olavarría. Empero un mes y medio después rescindió su contrato sin haber disputado ni un partido oficial con los olvarrienses. En noviembre de 2017 se incorporó a Atenas de Carmen de Patagones, otro club de La Liga Argentina con el que terminó jugando 30 partidos.
Luego de actuar en el Torneo Prefederal de FEBAMBA de 2018 con la camiseta de Náutico Hacoaj, se produjo el regreso de Tantos a la LNB como sustituto de Nicolás Ferreyra en Quilmes de Mar del Plata. Esa temporada fue desastrosa tanto para Quilmes -que terminó descendiendo- como para Tantos -al que una serie de lesiones lo forzaron a perderse varios partidos y cederle su puesto a Víctor Fernández.
En 2019 fichó con Unión de Santa Fe de La Liga Argentina, pero la temporada se suspendió a causa de la pandemia de COVID-19.
Al reanudarse las actividades deportivas, Tantos continuó su carrera en equipos de la tercera y cuarta categoría del baloncesto profesional argentino como Centro Bancario Gualeguay, Independiente de Tandil, Sportivo Escobar, Urquiza de Santa Elena y Mitre de Posadas.

### Clubes
| Club                          | País      | Año         |
| ----------------------------- | --------- | ----------- |
| Alma Juniors                  | Argentina | 2006 - 2007 |
| Asociación Italiana Charata   | Argentina | 2007 - 2008 |
| Alma Juniors                  | Argentina | 2008 - 2009 |
| Argentino de Junín            | Argentina | 2009 - 2010 |
| Asociación Italiana Charata   | Argentina | 2010 - 2011 |
| Argentino de Junín            | Argentina | 2011 - 2012 |
| Oberá Tenis Club              | Argentina | 2012 - 2013 |
| Estudiantes de Olavarría      | Argentina | 2013 - 2014 |
| Ferro                         | Argentina | 2014 - 2017 |
| Atenas de Carmen de Patagones | Argentina | 2017 - 2018 |
| Náutico Hacoaj                | Argentina | 2018        |
| Quilmes                       | Argentina | 2018 - 2019 |
| Union de Santa Fe             | Argentina | 2019 - 2020 |
| Centro Bancario Gualeguay     | Argentina | 2021        |
| Independiente de Tandil       | Argentina | 2021        |
| Centro Bancario Gualeguay     | Argentina | 2022        |
| Sportivo Escobar              | Argentina | 2022 - 2023 |
| Centro Bancario Gualeguay     | Argentina | 2023        |
| Urquiza Santa Elena           | Argentina | 2024        |
| Mitre de Posadas              | Argentina | 2025        |
| CARL A-Z                      | Bolivia   | 2025        |

## Estadísticas

### Totales
- Actualizado hasta el 10 de mayo de 2016.

| Club                                  | Temporada | Liga  | PJ  | MIN  | PTS  | 2PM | 2PL | 3PM | 3PL | 1PM | 1PL | RO  | RD  | RT  | ASI | ROB | BLO | FAL |
| ------------------------------------- | --------- | ----- | --- | ---- | ---- | --- | --- | --- | --- | --- | --- | --- | --- | --- | --- | --- | --- | --- |
| Alma Juniors Argentina                | 2006-2007 | TNA   | 15  | 127  | 33   | 4   | 6   | 3   | 11  | 16  | 19  | 4   | 8   | 12  | 12  | 4   | 0   | 17  |
| Alma Juniors Argentina                | Total     | Total | 15  | 127  | 33   | 4   | 6   | 3   | 11  | 16  | 19  | 4   | 8   | 12  | 12  | 4   | 0   | 17  |
| Asociación Italiana Charata Argentina | 2007-2008 | TNA   | 31  | 577  | 129  | 27  | 38  | 13  | 49  | 36  | 49  | 13  | 51  | 64  | 29  | 50  | 0   | 85  |
| Asociación Italiana Charata Argentina | Total     | Total | 31  | 577  | 129  | 27  | 38  | 13  | 49  | 36  | 49  | 13  | 51  | 64  | 29  | 50  | 0   | 85  |
| Alma Juniors Argentina                | 2008-2009 | TNA   | 32  | 621  | 109  | 26  | 55  | 13  | 40  | 18  | 29  | 17  | 58  | 75  | 45  | 49  | 0   | 84  |
| Alma Juniors Argentina                | Total     | Total | 32  | 621  | 109  | 26  | 55  | 13  | 40  | 18  | 29  | 17  | 58  | 75  | 45  | 49  | 0   | 84  |
| Argentino de Junín Argentina          | 2009-2010 | TNA   | 36  | 536  | 67   | 14  | 23  | 8   | 43  | 15  | 21  | 27  | 63  | 90  | 33  | 26  | 0   | 72  |
| Argentino de Junín Argentina          | Total     | Total | 36  | 536  | 67   | 14  | 23  | 8   | 43  | 15  | 21  | 27  | 63  | 90  | 33  | 26  | 0   | 72  |
| Asociación Italiana Charata Argentina | 2010-2011 | TNA   | 36  | 803  | 186  | 31  | 53  | 30  | 81  | 34  | 48  | 40  | 80  | 120 | 136 | 62  | 3   | 103 |
| Asociación Italiana Charata Argentina | Total     | Total | 36  | 803  | 186  | 31  | 53  | 30  | 81  | 34  | 48  | 40  | 80  | 120 | 136 | 62  | 3   | 103 |
| Argentino de Junín Argentina          | 2011-2012 | TNA   | 49  | 843  | 189  | 41  | 68  | 29  | 86  | 20  | 39  | 38  | 103 | 141 | 131 | 45  | 0   | 86  |
| Argentino de Junín Argentina          | Total     | Total | 49  | 843  | 189  | 41  | 68  | 29  | 86  | 20  | 39  | 38  | 103 | 141 | 131 | 45  | 0   | 86  |
| Oberá Tenis Club Argentina            | 2012-2013 | TNA   | 27  | 546  | 109  | 25  | 41  | 11  | 42  | 26  | 32  | 19  | 56  | 75  | 48  | 31  | 0   | 48  |
| Oberá Tenis Club Argentina            | Total     | Total | 27  | 546  | 109  | 25  | 41  | 11  | 42  | 26  | 32  | 19  | 56  | 75  | 48  | 31  | 0   | 48  |
| Estudiantes de Olavarría Argentina    | 2013-2014 | TF    | ?   | ?    | ?    | ?   | ?   | ?   | ?   | ?   | ?   | ?   | ?   | ?   | ?   | ?   | ?   | ?   |
| Estudiantes de Olavarría Argentina    | Total     | Total | ?   | ?    | ?    | ?   | ?   | ?   | ?   | ?   | ?   | ?   | ?   | ?   | ?   | ?   | ?   | ?   |
| Ferro Argentina                       | 2014-2015 | TNA   | 35  | 751  | 232  | 37  | 60  | 42  | 107 | 32  | 46  | 23  | 98  | 121 | 63  | 47  | 0   | 64  |
| Ferro Argentina                       | 2015-2016 | LNB   | 51  | 1003 | 272  | 58  | 111 | 39  | 127 | 39  | 60  | 32  | 109 | 141 | 96  | 56  | 5   | 102 |
| Ferro Argentina                       | Total     | Total | 86  | 1754 | 504  | 95  | 171 | 81  | 234 | 71  | 106 | 55  | 207 | 262 | 159 | 103 | 5   | 166 |
| Total                                 | Total     | Total | 312 | 5807 | 1326 | 263 | 455 | 188 | 586 | 236 | 343 | 213 | 626 | 839 | 593 | 370 | 8   | 661 |

### Promedio
- Actualizado hasta el 10 de mayo de 2016.

| Club                                  | Temporada | Liga  | PJ  | MPP  | PPP | 2P% | 3P% | 1P% | RO  | RD  | RT  | ASI | ROB | BLO | FAL |
| ------------------------------------- | --------- | ----- | --- | ---- | --- | --- | --- | --- | --- | --- | --- | --- | --- | --- | --- |
| Alma Juniors Argentina                | 2006-2007 | TNA   | 15  | 8,5  | 2,2 | 67% | 27% | 84% | 0,3 | 0,5 | 0,8 | 0,8 | 0,3 | 0   | 1,1 |
| Alma Juniors Argentina                | Total     | Total | 15  | 8,5  | 2,2 | 67% | 27% | 84% | 0,3 | 0,5 | 0,8 | 0,8 | 0,3 | 0   | 1,1 |
| Asociación Italiana Charata Argentina | 2007-2008 | TNA   | 31  | 18,6 | 4,2 | 71% | 27% | 73% | 0,4 | 1,6 | 2,1 | 0,9 | 1,6 | 0   | 2,7 |
| Asociación Italiana Charata Argentina | Total     | Total | 31  | 18,6 | 4,2 | 71% | 27% | 73% | 0,4 | 1,6 | 2,1 | 0,9 | 1,6 | 0   | 2,7 |
| Alma Juniors Argentina                | 2008-2009 | TNA   | 32  | 19,4 | 3,4 | 47% | 33% | 62% | 0,5 | 1,8 | 2,3 | 1,4 | 1,5 | 0   | 2,6 |
| Alma Juniors Argentina                | Total     | Total | 32  | 19,4 | 3,4 | 47% | 33% | 62% | 0,5 | 1,8 | 2,3 | 1,4 | 1,5 | 0   | 2,6 |
| Argentino de Junín Argentina          | 2009-2010 | TNA   | 36  | 14,9 | 1,9 | 61% | 19% | 71% | 0,8 | 1,8 | 2,5 | 0,9 | 0,7 | 0   | 2   |
| Argentino de Junín Argentina          | Total     | Total | 36  | 14,9 | 1,9 | 61% | 19% | 71% | 0,8 | 1,8 | 2,5 | 0,9 | 0,7 | 0   | 2   |
| Asociación Italiana Charata Argentina | 2010-2011 | TNA   | 36  | 22,3 | 5,2 | 58% | 37% | 71% | 1,1 | 2,2 | 3,3 | 3,8 | 1,7 | 0,1 | 2,9 |
| Asociación Italiana Charata Argentina | Total     | Total | 36  | 22,3 | 5,2 | 58% | 37% | 71% | 1,1 | 2,2 | 3,3 | 3,8 | 1,7 | 0,1 | 2,9 |
| Argentino de Junín Argentina          | 2011-2012 | TNA   | 49  | 17,2 | 3,9 | 60% | 34% | 51% | 0,8 | 2,1 | 2,9 | 2,7 | 0,9 | 0   | 1,8 |
| Argentino de Junín Argentina          | Total     | Total | 49  | 17,2 | 3,9 | 60% | 34% | 51% | 0,8 | 2,1 | 2,9 | 2,7 | 0,9 | 0   | 1,8 |
| Oberá Tenis Club Argentina            | 2012-2013 | TNA   | 27  | 20,2 | 4   | 61% | 26% | 81% | 0,7 | 2,1 | 2,8 | 1,8 | 1,1 | 0   | 1,8 |
| Oberá Tenis Club Argentina            | Total     | Total | 27  | 20,2 | 4   | 61% | 26% | 81% | 0,7 | 2,1 | 2,8 | 1,8 | 1,1 | 0   | 1,8 |
| Estudiantes de Olavarría Argentina    | 2013-2014 | TF    | ?   | ?    | ?   | ?   | ?   | ?   | ?   | ?   | ?   | ?   | ?   | ?   | ?   |
| Estudiantes de Olavarría Argentina    | Total     | Total | ?   | ?    | ?   | ?   | ?   | ?   | ?   | ?   | ?   | ?   | ?   | ?   | ?   |
| Ferro Argentina                       | 2014-2015 | TNA   | 35  | 21,5 | 6,6 | 62% | 39% | 70% | 0,7 | 2,8 | 3,5 | 1,8 | 1,3 | 0   | 1,8 |
| Ferro Argentina                       | 2015-2016 | LNB   | 51  | 19,7 | 5,3 | 52% | 31% | 65% | 0,6 | 2,1 | 2,8 | 1,9 | 1,1 | 0,1 | 2   |
| Ferro Argentina                       | Total     | Total | 86  | 20,4 | 5,9 | 56% | 35% | 67% | 0,6 | 2,4 | 3   | 1,8 | 1,2 | 0,1 | 1,9 |
| Total                                 | Total     | Total | 312 | 18,6 | 4,3 | 58% | 32% | 69% | 0,7 | 2,0 | 2,7 | 1,9 | 1,2 | 0   | 2,1 |

## Palmarés

### Campeonatos nacionales
- Actualizado hasta el 10 de mayo de 2016.

| Título           | Club                     | País      | Año         |
| ---------------- | ------------------------ | --------- | ----------- |
| Campeón TNA      | Argentino de Junín       | Argentina | 2009 - 2010 |
| Ascenso a la LNB | Argentino de Junín       | Argentina | 2011 - 2012 |
| Campeón TFB      | Estudiantes de Olavarría | Argentina | 2013 - 2014 |